# Caloplaca latispora
Caloplaca latispora är en lavart som först beskrevs av Bernt Arne Lynge, och fick sitt nu gällande namn av H.Magn.. Caloplaca latispora ingår i släktet orangelavar, och familjen Teloschistaceae. Arten är reproducerande i Sverige.